# Martin Schmeing
Martin Ignaz Schmeing (* 1962 in Lingen) ist ein deutscher Musiker.

## Werdegang
Martin Schmeing wuchs in Osnabrück auf. Er erhielt Klavier- und Kirchenorgelunterricht sowie Instrumentalunterricht am Konservatorium Osnabrück in der Fachrichtung Jazz/Pop bei Hendrik Schaper. Nach dem Abitur schrieb er sich für Lehramt Musik und Biologie an der Universität in Osnabrück ein, seit 1982 ist Martin Schmeing als freischaffender Musiker und Komponist tätig.
Er war 1981 Gründungsmitglied der Gruppe Die angefahrenen Schulkinder, von der seit 1984 bis heute zahlreiche Publikationen auf Vinyl, CD, DVD und Film erschienen sind und die am Theater Osnabrück u. a. 2008 die Produktion Die Prinzessin mit dem Glied realisierte.
1982 beteiligte er sich an der Gründung des Pogo Pop Musikverlags mit angeschlossenem Label zusammen mit Marcus Praed und Michael Schroth. 1986 bis 1992 war er Mitglied bei Cliff Barnes and the Fear of Winning, die in Europa, den USA und der ehemaligen DDR Tonträger veröffentlichten und Tourneen spielten. Als Studiomusiker war er u. a. an Produktionen von Ezio, Hoover, Cindy Richmond, Ganz Schön Feist, Viviana Kudo, Zweiraum Wohnung, Christian Steiffen beteiligt. Seit 1990 arbeitet er als Tonfachmann für Künstler von Wolf Biermann bis Eretha Kid, von Alim & Fargana Qasimov bis zu den Bremer Philharmonikern, von der Syrien Bigband bis zum Cinematographischen Orchester, den Morgenland Allstars und dem chinesischen Popstar Perhat Khaliq mit seiner Band Qetiq. In diesem Zusammenhang machte er Konzertreisen in die Türkei, Jordanien, Syrien, Irak, Libanon, Kasachstan, Singapur, Hongkong, China und begleitete Produktionen in Konzertsälen in Deutschland zum Beispiel in der Elbphilharmonie Hamburg und im Pier Boulez Saal Berlin.
1995 gründete Martin Schmeing mit Marcus Praed das Tonstudio Fear Factory in Osnabrück, das 2005 in die Mühle der Freundschaft nach Bad Iburg umzog und seitdem auch unter dem Namen Mühle der Freundschaft betrieben wird. Dort arbeitet Martin Schmeing als Tontechniker, Musiker oder Produzent u. a. für Perhat Khaliq mit seiner Band Qetiq, Kinan Asmeh, Morgenland Allstars, Christian Steiffen, Viviane Kudo, die angefahrenen Schulkinder. Martin Schmeing ist seit 2007 Teil des Morgenland Festival Osnabrück Team und kümmert sich um die tontechnischen Anforderungen und Audio-Dokumentationen des Festivals. Daraus entstanden zahlreichen Livemitschnitte auf verschiedene Videoplattformen und CD-Produktionen.
Als Komponist realisierte er u. a. mit Marcus Praed Klanginstallationen auf dem Museumsgelände der Varusschlacht in Kalkriese. Im Theater Osnabrück in der Spielzeit 2011/12 wirkte er als Musiker/Schauspieler und musikalischer Leiter unter der Regie von Katja Lillih Leinenweber in Rudyard Kiplings "Das Dschungelbuch" mit. 2011 gründete Martin Schmeing mit Heaven, Jo Granada und Tine Schoch den UHUCLUB. Ein Show, die sich als monatliche Jahreshauptversammlung eines fiktiven Vereins darstellt, wurde bis 2018 monatlich im Grand Hotel in Osnabrück gespielt, ab 2019 alle 2 Monate immer an wechselnden Spielorten in Osnabrück.
Seit 2009 arbeitet Martin Schmeing als Produzent, Komponist und Musiker mit dem Schauspieler und Musiker Hardy Schwetter an dem Projekt „Christian Steiffen & das original Haselandorchester“. Am 11. Oktober 2013 erschien bei Warner Music Group das erste Album Arbeiter der Liebe. In dem Kinofilm "Ich fühl mich Disco", der auf der Berlinale 2014 gezeigt wurde, spielt die Figur und die Musik Christian Steiffens ein tragende Rolle. Weiter CD-Produktionen und Mitwirkung in Filmen sowohl visuell als auch musikalisch folgten z. B. Tracks in den Rita Falk Krimi Verfilmungen.
2021 Veröffentlichung der ersten beiden Singles des Albums "Musik für selbstfahrende Autos" als "Das Original Haselandorchester".

## Pseudonyme
- Dr Marvin Wah Wah
- Dr. Ignatz Ignaz
- Dr Martin Haseland
- Das original Haselandorchester
- Original Haseland Orchester
- Das Haselandorchester[8]

## Diskografie (Auswahl)
Das Original Haseland Orchester
Alben
2022: Musik für selbstfahrende Autos
Singles
2022: Seltsame Fahrt durch die Nacht
2022: I drive you home
2022: Heimfahrt nach dem ersten Date

### Christian Steiffen & das Haselandorchester
Alben
- 2013: Arbeiter der Liebe
- 2015: Ferien vom Rock’n’Roll
- 2019: Gott of Schlager

EPs
- 2014: Sing mit… Christian - Vol. 1

Singles
- 2012: Ich hab’ die ganze Nacht von mir geträumt
- 2016: Sexualverkehr (Bumsversion)
- 2018: Hier ist Party
- 2018: Wie der Wind
- 2021: Er ist nicht schwer, er ist mein Bruder

Musikvideos
- 2012: Ich hab' die ganze Nacht von mir geträumt
- 2013: Sexualverkehr (Regie: Axel Ranisch)
- 2015: Ich hab dir den Mond gekauft (Regie: Birgit Möller)
- 2015: Arbeiter der Liebe
- 2015: Selbstmitleid
- 2015: Angelino Wagener (Regie: Angelino Wagener)
- 2016: Du und Ich (mit Eva Schneidereit) (Regie: Birgit Möller)
- 2016: Du hasst die Menschen einfach gern (Regie: Angelino Wagener)
- 2017: Die dicksten Eier der Welt

### Die Angefahrenen Schulkinder

#### Singles und Maxis
- Telefonterror, 1983
- Konny Mc Love, 1984
- Aussiedlerjunge, 1990
- Tötet Onkel Dittmeyer, 1991
- Liebe ist möglich, 1994

#### Alben/CDs
- Heaven sings X-mas, LP 1987 & CD 1991
- Osnabrück, CD 1992
- Konfirmiert, CD 1993
- Alles nur Show, CD 1994
- 15 Jahre Schräg, CD 1997
- Gulasch, CD 1999
- Jazz ist keine gute Fickmusik, CD 2001
- Die Prinzessin mit dem Glied, CD 2003
- Heaven sings x-mas, vol 2 „Süßer die Glocken nie klingen“, CD 2011
- Heaven liest Neo Overstreet – mein kleines Leben", CD 2013
- Fabulara – eine musikalische Reise durch die Wunderwelt der Bücher, Heaven als Erzähler, CD 2014
- Ein kleiner Penis ist keine Entschuldigung, CD 2015
- Osnabrücker Bützchen geht mit Zunge – Teil 1 der Osnabrücker Karnevalstrilogie, 2016
- Die grüne Ganz heisst Hans, Teil 2 der Osnabrücker Karnevalstrilogie, 2017
- Danke Mädchen, Teil 3 der Osnabrücker Karnevalstrilogie, 2017

#### Videos und Filme
- Heaven sings x-mas, 1987
- Morgen Kinder wird’s was geben, 1987
- Oh jesulein zart, 1987
- White x-mas, 1987
- Gliedstinkerlied, Video Clip, 1995
- Liebe ist möglich, Video Clip, 1995
- Auf Weihnachten, Film, 1996
- Jetzt noch lustiger – Live Show, 1998
- Die Schulkinderrolle – Die besten Kurzfilme der angefahrenen Schulkinder, Videofilm, 1999
- Eine unhaltbare Situation, Kurzfilm, 1999
- Moskau, Kurzfilm, 2000, Regie Reinhard Westendorf
- Jazz ist keine gute Fickmusik – Live, Video, 2001
- Girl from Ipanema – the Chinese version, Kurzfilm 2001
- Wir versaufen unserm Nachbarn sein klein Häuschen, Kurzfilm 8mm, 2001
- 21 Jahr Humor, Musik und gute Laune – Live Video, 2002
- für Dolores, Kurzfilm, Regie: Gesa Hoebel, Filmhochschule Hannover, 2003
- Der ehrenwerte Gauner – Budkowskij, Regie: Roman Partykowskij, Video Clip, 2010
- Morgen kommt der Weihnachtsmann – Besser als Jesus, HD Film, 2011
- Die angefahrenen Schulkinder – Ein Jäger aus Kurpfalz, live in Tanzania, HD Film, 2011
- Heaven telefoniert mit George Michael, Video Clip, 2011
- Alle Jahre wieder, Video Clip, 2011
- Es ist ein Ros' entsprungen, Video Clip, 2011
- Heaven sings X-mas vol. 2 – recording in the studio (Merry X-mas), 2011
- ein Weihnachtsgedicht, Video Clip, 1996/2011
- Guten Abend, gute Nacht, Musik-Kurzfilm, 2012, Regie: Heaven, Martin Schmeing, Manfred Pollert
- Feliz Navidad, Videoclip, Video Clip 2013, Regie: Heaven, Martin Schmeing, Manfred Pollert
- Der Spatz, Kurzfilm, 2013, Regie: Heaven, Martin Schmeing, Manfred Pollert
- UHU Clubdance, Tanzfilm, 2014, Regie: Jo Granada, Tine Schoch, Martin Schmeing, Heaven
- Ein kleiner Penis ist keine Entschuldigung, Regie: Heaven, 2015
- Osnabrücker Bützchen geht mit Zunge, Teil 1 der Osnabrücker Karnevalstrilogie, Regie: Heaven, Martin Schmeing, 2016
- Die grüne Ganz heisst Hans, Teil 2 der Osnabrücker Karnevalstrilogie, Regie: Heaven, Martin Schmeing, 2017
- Danke Mädchen, Teil 3 der Osnabrücker Karnevalstrilogie, Regie: Martin Schmeing, 2017

#### DVDs
- Live! – Kann man Spinat eigentlich aufwärmen? DVD 2004
- 21 Jahre Humor, Musik und gute Laune – Live DVD 2005
- Eine unhaltbare Situation, DVD Kurzfilm, 2007
- Wieder Wurst zu Weihnachten, Live Show, DVD 2008
- Kamera läuft – DVD 2008
- Die Prinzessin mit dem Glied, DVD 2008
- Guggurutz und Kokain, DVD 2010
- destroy kill fuck, live DVD 2018

#### Compilations
- Horse Aid, 1989, Happy Valley
- Life is too short for boring music, EFA 1995
- Kill Karneval Kill Kill, 2001, TUG Records

### Cliff Barnes and the Fear of Winning
- Nancy and Ronnie (7 Inch; 1986, Outatune Records)
- The Record That Took 300 Million Years To Make (1987, Happy Valley Records)
- Spike! (1988, Happy Valley Records)
- Guns, Love and a Cactus in You Heart (1989, Happy Valley Records)
- Cliff Barnes and the Fear of Winning (1989, KPM Records (DDR-Label))